# 드레이 데이비스

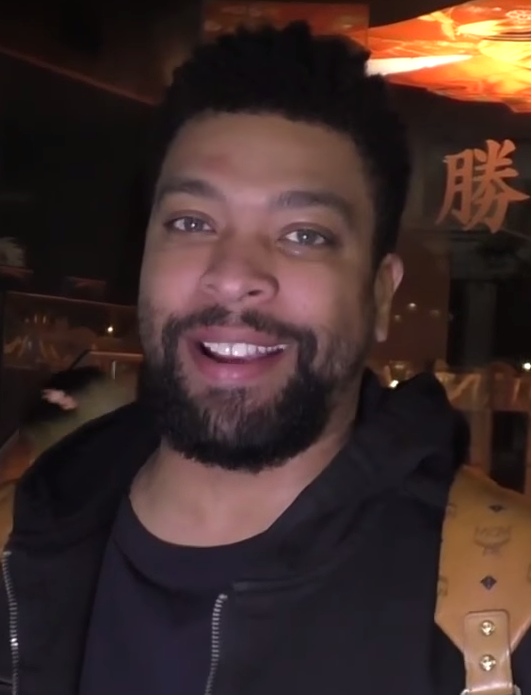

디레이 데이비스(DeRay Davis, 1982년 2월 26일 ~ )는 미국의 배우이다.
시카고에서 태어났다.

## 출연 작품
- 스타쉽 트루퍼스: 화성의 배신자 (2017년)
- 그로우 하우스 (2017년)
- 미트 더 블랙스 (2016년)
- 우리 동네 이발소에 무슨 일이 3 (2016년)
- 마이 페이버릿 파이브 (2015년)
- 초콜릿 시티 (2015년)
- 21 점프 스트리트 (2012년) - 도밍고 역
- 점핑 더 브룸 (2011년) - 말콤 역
- 마이 걸프렌즈 백 (2010년)
- 커플로 살아남기 (2010년)
- 컴 백 록스타 (2010년)
- 이매진 댓 (2009년) - 존 스트로더 역
- 세미 프로 (2008년)
- 더 히트 (2007년)
- 결혼 면허 따기 (2007년) - 조엘 역
- 코드 네임 - 클리너 (2007년)
- 스쿨 포 스카운드럴 (2006년)
- 스왑 미트 (2006년)
- 무서운 영화 4 (2006년)
- 더 포그 (2005년) - 스푸너 역
- 지미니 글릭 인 라 라 우드 (2004년)
- 존슨 가족의 휴가 (2004년) - 자메이칸 스토너 역
- 우리 동네 이발소에 무슨 일이 2 (2004년)
- 르노 911! (2003년)
- 헬로우 프랭크 (2002년)
- 우리 동네 이발소에 무슨 일이 (2002년)

### 텔레비전
- 마이 와이프 앤 키즈 (2001년)